# La mossa vincente
La mossa vincente (Chessgame) è una serie televisiva britannica in 6 episodi trasmessi per la prima volta nel corso di una sola stagione nel 1983.
Basata su una serie di romanzi di Anthony Price, è una serie thriller di spionaggio incentrata sulle attività di un quartetto di agenti dell'intelligence britannica: David Audley (Terence Stamp), Faith Steerforth (Carmen du Sautoy), Hannah Nick (Michael Culver) e Hugh Roskill (Robin Sachs).

## Personaggi e interpreti
- David Audley (6 episodi, 1983), interpretato da Terence Stamp.
- Faith Steerforth (6 episodi, 1983), interpretata da Carmen Du Sautoy.
- Nick Hannah (6 episodi, 1983), interpretato da Michael Culver.
- Hugh Roskill (6 episodi, 1983), interpretato da Robin Sachs.
- Sir Alec Russell (3 episodi, 1983), interpretato da John Horsley.
- Theo Friesler (3 episodi, 1983), interpretato da Oscar Quitak.

### Guest star
Tra le guest star: John Horsley, John Rowe, Willoughby Gray, Martin Dale, Paul McDowell, Oscar Quitak, Richard Pearson, Art Malik, Peter Ivatts, Seymour Green, Tony Steedman, Mike Lane, Bernard Alexander, Richard Wilson, Caroline Bliss, Rosalie Crutchley, Anthony Calf, Paul Jaynes, John Graham Davies, Maggie Dransfield, Christopher Ruczyczi, Hossein Karimbeik, Matyelok Gibbs, Bill Croasdale, Howard Lloyd-Lewis, Tessa Worsley, Bogdan Kominowski, Alan Moore, Tony Steadman, George Pravda.

## Produzione
La serie fu prodotta da Granada Television. Le musiche furono composte da Christopher Gunning e Dick Walter.
La serie è tratta dai romanzi:
- The Labyrinth Makers
- The Alamut Ambush
- Colonel Butler's Wolf

### Registi
Tra i registi sono accreditati:
- William Brayne in 2 episodi (1983)
- Ken Grieve in 2 episodi (1983)
- Roger Tucker in 2 episodi (1983)

### Sceneggiatori
Tra gli sceneggiatori sono accreditati:
- Anthony Price in 6 episodi (1983)
- Murray Smith in 4 episodi (1983)
- John Brason in 2 episodi (1983)

## Distribuzione
La serie fu trasmessa nel Regno Unito dal 23 novembre 1983 al 28 dicembre 1983 sulla rete televisiva Independent Television. In Italia è stata trasmessa con il titolo La mossa vincente.

## Episodi
| Stagione       | Episodi | Prima TV UK |
| -------------- | ------- | ----------- |
| Prima stagione | 6       | 1983        |